# Поммельсбрунн
Поммельсбрунн (нім. Pommelsbrunn) — громада в Німеччині, розташована в землі Баварія. Підпорядковується адміністративному округу Середня Франконія. Входить до складу району Нюрнбергер-Ланд.
Площа — 50,04 км2. Населення становить 5354 ос. (станом на 31 грудня 2020).